# Thugs Get Lonely Too
«Thugs Get Lonely Too» es el primer sencillo del álbum Loyal to the Game de 2Pac. Incluye a Nate Dogg cantando el estribillo y fue producido por Eminem. La canción alcanzó el puesto #55 en la lista Hot R&B/Hip-Hop Songs y el #98 en la Billboard Hot 100. Ningún video musical fue lanzado. En 1996, el rapero Tech N9ne grabó un verso para la canción mientras vivía con el productor QDIII, que en ese momento estaba trabajando en el álbum R U Still Down? (Remember Me).
La versión original de «Thugs Get Lonely Too» samplea la canción «If I Was Your Girlfriend» de Prince. El título también es parecido a la canción «Gigolos Get Lonely Too» de The Time, compuesta por Prince.
También existe una versión inédita llamada «Thugs Get Lonely 2» de los primeros días de 2Pac como rapero con Tech N9ne.

## Lista de canciones
Sencillo en CD del Reino Unido
| N.º | Título                                                    | Escritor(es)                                   | Producer(s) | Duración |  |
| 1.  | «Thugs Get Lonely Too» (con Nate Dogg)                    | T. Shakur, M. Mathers, N. Hale                 | Eminem      | 4:48     |  |
| 2.  | «Hennessey» (Red Spyda remix) (con E.D.I. & Sleepy Brown) | T. Shakur, A. Thelusma, M. Greenidge, P. Brown | Red Spyda   | 3:18     |  |

## Posiciones
| Lista (2004-2005)           | Posición máxima |
| --------------------------- | --------------- |
| Sudáfrica                   | 1               |
| Billboard Hot 100           | 98              |
| Billboard R&B/Hip-Hop Songs | 55              |